# Associazione Calcio Udinese 1970-1971
Questa voce raccoglie le informazioni riguardanti l'Associazione Calcio Udinese nelle competizioni ufficiali della stagione 1970-1971.

## Rosa
| N. |                   | Ruolo | Calciatore         |
| -- | ----------------- | ----- | ------------------ |
|    | Italia (bandiera) | A     | Sergio Bagatti     |
|    | Italia (bandiera) | C     | Roberto Bernardis  |
|    | Italia (bandiera) | A     | Giuliano Berzaghi  |
|    | Italia (bandiera) | D     | Franco Bonora      |
|    | Italia (bandiera) | C     | Sergio Brunetta    |
|    | Italia (bandiera) | D     | Vittorio Caporale  |
|    | Italia (bandiera) | A     | Gabriele Ceccolini |
|    | Italia (bandiera) | A     | Egidio Cesaro      |
|    | Italia (bandiera) | C     | Angelo Fogolin     |
|    | Italia (bandiera) | C     | Ezio Galasso       |
|    | Italia (bandiera) | A     | Giovanni Galeone   |
|    | Italia (bandiera) | C     | Massimo Giacomini  |

| N. |                   | Ruolo | Calciatore            |
| -- | ----------------- | ----- | --------------------- |
|    | Italia (bandiera) | D     | Paolo Leban           |
|    | Italia (bandiera) | C     | Valentino Leonarduzzi |
|    | Italia (bandiera) | P     | Ferdinando Miniussi   |
|    | Italia (bandiera) | D     | Enea Moruzzi          |
|    | Italia (bandiera) | D     | Bernardo Nicoloso     |
|    | Italia (bandiera) | D     | Giorgio Ramusani      |
|    | Italia (bandiera) | A     | Giannantonio Sperotto |
|    | Italia (bandiera) | C     | Paolo Tuttino         |
|    | Italia (bandiera) | D     | Pietro Zampa          |
|    | Italia (bandiera) | C     | Fausto Zanelli        |
|    | Italia (bandiera) | D     | Alessandro Zanin      |

## Risultati

### Serie C

#### Andata
| Arbitro: | Pedretti (Modena) |

|                                           |           |  |
| Sperotto 6’, 60’ Bagatti 51’ Caporale 88’ | Marcatori |  |

| Arbitro: | Scolari (Verona) |

|             |           |  |
| Zanolla 63’ | Marcatori |  |

| Arbitro: | Abati (Livorno) |

|                  |           |           |
| Bagatti 46’, 87’ | Marcatori | 89’ Rizzi |

| Udine 4 ottobre 1970 4ª giornata | Udinese         | 0 – 0 | Reggiana | Stadio Moretti (8.000 spett.)\| Arbitro: \| Canova (Milano) \| |
| Arbitro:                         | Canova (Milano) |       |          |                                                                |

| Arbitro: | Zacchetti (Milano) |

|              |           |  |
| Milanesi 65’ | Marcatori |  |

| Arbitro: | Baroncini (Bologna) |

|                           |           |  |
| Ceccolini 68’ Bagatti 70’ | Marcatori |  |

| Arbitro: | Sgherri (Grosseto) |

|                     |           |              |
| Jacolino 68’ (rig.) | Marcatori | 40’ Sperotto |

| Arbitro: | Tabanelli (Ravenna) |

|              |           |  |
| Sperotto 28’ | Marcatori |  |

| Trieste 8 novembre 1970 9ª giornata | Triestina          | 0 – 0 | Udinese | Stadio Giuseppe Grezar (8.600 spett.)\| Arbitro: \| V. Lattanzi (Roma) \| |
| Arbitro:                            | V. Lattanzi (Roma) |       |         |                                                                           |

| Arbitro: | Bianchi (Firenze) |

|  |           |                      |
|  | Marcatori | 49’ (rig.) Sassaroli |

| Arbitro: | Grassi (Savona) |

|  |           |                    |
|  | Marcatori | 89’ (aut.) Mischis |

| Rovereto 29 novembre 1970 12ª giornata | Rovereto         | 0 – 0 | Udinese | Stadio Quercia (3.000 spett.)\| Arbitro: \| Bonassi (Milano) \| |
| Arbitro:                               | Bonassi (Milano) |       |         |                                                                 |

| Arbitro: | Pedretti (Modena) |

|             |           |             |
| Sperotto 5’ | Marcatori | 14’ Ferrari |

| Arbitro: | Clerico (Chiavari) |

|                                             |           |  |
| Rancati 6’ (rig.) Fava 10’, 38’ Caleffi 72’ | Marcatori |  |

| Arbitro: | Bassignana (Pavia) |

|            |           |  |
| Fogolin 4’ | Marcatori |  |

| Arbitro: | Crista (Livorno) |

|                       |           |  |
| Perego 8’ Pedroni 52’ | Marcatori |  |

| Arbitro: | Chiapponi (Livorno) |

|            |           |  |
| Nordio 25’ | Marcatori |  |

| Arbitro: | Alberti (Genova) |

|                           |           |                                   |
| Galeone 41’ Giacomini 43’ | Marcatori | 2’ Goffi 20’ Marchi 60’ Mantovani |

| Arbitro: | Monforte (Palermo) |

|                    |           |  |
| Zandoli 31’ (rig.) | Marcatori |  |

#### Ritorno
| Arbitro: | Governa (Alessandria) |

|  |           |             |
|  | Marcatori | 53’ Bagatti |

| Udine 7 febbraio 1971 21ª giornata | Udinese           | 0 – 0 | Monfalcone | Stadio Moretti\| Arbitro: \| Laurenti (Padova) \| |
| Arbitro:                           | Laurenti (Padova) |       |            |                                                   |

| Arbitro: | Grassi (Savona) |

|                         |           |  |
| Fasolato 3’ Buttini 41’ | Marcatori |  |

| Arbitro: | Fiorenza (Torre Annunziata) |

|                                 |           |  |
| Vignando 54’ (rig.) Picella 78’ | Marcatori |  |

| Arbitro: | Giardini (Legnano) |

|             |           |  |
| Brunetta 6’ | Marcatori |  |

| Arbitro: | Ciulli (Roma) |

|                                             |           |             |
| Dalle Crode 28’ Musa 30’ (rig.) Geremia 72’ | Marcatori | 1’ Sperotto |

| Arbitro: | Governa (Alessandria) |

|                        |           |  |
| Tuttino 4’ Bagatti 14’ | Marcatori |  |

| Arbitro: | Prati (Parma) |

|                |           |  |
| Bellinazzi 66’ | Marcatori |  |

| Arbitro: | Borghesi (Forlì) |

|             |           |  |
| Bagatti 30’ | Marcatori |  |

| Alessandria 11 aprile 1971 29ª giornata | Alessandria       | 0 – 0 | Udinese | Stadio Giuseppe Moccagatta\| Arbitro: \| Barboni (Firenze) \| |
| Arbitro:                                | Barboni (Firenze) |       |         |                                                               |

| Arbitro: | Crista (Livorno) |

|                                       |           |                     |
| Sperotto 17’, 35’ Lombardi 33’ (aut.) | Marcatori | 77’ (rig.) Lombardi |

| Udine 25 aprile 1971 31ª giornata | Udinese           | 0 – 0 | Rovereto | Stadio Moretti (3.000 spett.)\| Arbitro: \| Laurenti (Padova) \| |
| Arbitro:                          | Laurenti (Padova) |       |          |                                                                  |

| Arbitro: | Baroncini (Bologna) |

|                                       |           |                      |
| Mazzoleri 30’ Ferrari 48’, 75’ (rig.) | Marcatori | 77’ (rig.) Giacomini |

| Arbitro: | De Fazio (Torino) |

|                                                                |           |                                                       |
| Brunetta 9’ Giacomini 24’ Bagatti 54’ Sperotto 56’ Galeone 76’ | Marcatori | 2’ Fava 28’ (aut.) Zanin 81’ (rig.) Rancati 85’ Gioia |

| Arbitro: | Vaccaro (Torino) |

|            |           |  |
| Libera 34’ | Marcatori |  |

| Arbitro: | Bassignana (Pavia) |

|             |           |  |
| Sperotto 3’ | Marcatori |  |

| Arbitro: | Sansò (Gallipoli) |

|             |           |           |
| Bagatti 82’ | Marcatori | 89’ Cella |

| Arbitro: | Testuzza (Genova) |

|                       |           |                         |
| Gritti 13’ Marchi 68’ | Marcatori | 15’ Bagatti 65’ Galeone |

| Arbitro: | Giardina (Legnano) |

|             |           |            |
| Sperotto 1’ | Marcatori | 36’ Panisi |